# SMILOOP*
『SMILOOP*』（スマイループ）は、yozurino*のオリジナルアルバム。2012年8月22日にLantisから発売された。

## 概要
グループ初のオリジナル作品であり、グループの結成10周年を記念して製作された。既存の楽曲に加えて新曲の「走れ!走れ!RUN!RUN!RUN!」、「あなたが教えてくれたこと」、yozuca*の13枚目のシングル「Happy my life 〜Thank you for everything!!〜」のyozurino*バージョンが収録されている。
本作の発売を記念して、グループのラジオ番組である『web喫茶よずりの』が2012年8月7日から2013年1月23日まで期間限定で配信された。また、2012年9月2日にAKIHABARAゲーマーズ本店で発売記念イベントが開催された。内容はトーク、ミニライブを行った。
6曲目に収録されている「あなたが教えてくれたこと」は、yozurino*へのメッセージが込められている曲である。

## 批評
CDジャーナルは、「全体的に懐かしさと儚さを湛えたポップチューンであり、二人の歌声が爽快感あふれるドリーミーな世界を創り出している作品である。」と評した。

## 収録曲
| #         | タイトル | 作詞          | 作曲         | 編曲           | 時間  |
| --------- | --- | ------------- | ------------ | -------------- | ----- |
| 1.        | 「ダ・カーポ 〜第2ボタンの誓い〜 ツインヴォーカルバージョン」                                                                         | tororo        | tororo       | Angel Note     | 4:41  |
| 2.        | 「走れ!走れ!RUN!RUN!RUN!」 | yozuca*       | yozuca*      | 加藤大祐       | 4:37  |
| 3.        | 「恋するX'mas」(パソコンゲーム『D.C. Dream X'mas 〜ダ・カーポ〜 ドリームクリスマス』オープニングテーマ)                               | rino          | yozuca*      | 黒須克彦       | 3:17  |
| 4.        | 「月光」(PlayStation 2ゲーム『メタルウルフREV』エンディングテーマ)                                                                    | rino          | 安瀬聖       | 安瀬聖         | 4:52  |
| 5.        | 「静かなる決意」(テレビアニメ『D.C.II S.S. 〜ダ・カーポII セカンドシーズン〜』第11話挿入歌)                                           | rino          | yozuca*      | 安瀬聖         | 5:28  |
| 6.        | 「あなたが教えてくれたこと」 | rino、yozuca* | rino         | 佐藤Fisher五魚 | 4:59  |
| 7.        | 「アリガトウのウタ」(PlayStation Portableゲーム『D.C.I&II P.S.P 〜ダ・カーポI&II〜 プラスシチュエーション ポータブル』イメージソング) | rino          | yozuca*      | chokix         | 4:19  |
| 8.        | 「Windy world」(パソコンゲーム『D.C. 〜ダ・カーポ〜』イメージソング)                                                                  | 畑亜貴        | 猫野こめっと | 安瀬聖         | 5:02  |
| 9.        | 「Hello Future」(PlayStation 2ゲーム『D.C. Four Seasons 〜ダ・カーポ〜 フォーシーズンズ』オープニングテーマ)                          | rino          | rino         | 河合英嗣       | 3:54  |
| 10.       | 「BELIEVE」(パソコンゲーム『D.C.P.C. 〜ダ・カーポ〜 プラスコミュニケーション』挿入歌)                                                 | rino          | rino         | 大久保薫       | 4:10  |
| 11.       | 「Happy my life 〜Thank you for everything!!〜 yozurino* ver.」                                                                       | tororo        | tororo       | 須藤賢一       | 5:56  |
| 合計時間: | 合計時間: | 合計時間:     | 合計時間:    | 合計時間:      | 51:20 |

## 発売記念イベント
2012年9月2日にAKIHABARAゲーマーズ本店で開催。司会は臼倉竜太郎。rinoはジャケットデザインで使用した衣装を着用してイベントに参加した。
| #  | タイトル                                                      | 作詞 | 作曲・編曲 |
| -- | ------------------------------------------------------------- | ---- | ---------- |
| 1. | 「Hello Future」                                              |      |            |
| 2. | 「走れ!走れ!RUN!RUN!RUN!」                                    |      |            |
| 3. | 「あなたが教えてくれたこと」                                  |      |            |
| 4. | 「ダ・カーポ 〜第2ボタンの誓い〜 ツインヴォーカルバージョン」 |      |            |